# Sinukjaure
Sinukjaure är en sjö i Kiruna kommun i Lappland och ingår i Torneälvens huvudavrinningsområde. Sjön har en area på 2,38 kvadratkilometer och ligger 614,2 meter över havet. Sjön avvattnas av vattendraget Sinukjåkkå.

## Delavrinningsområde
Sinukjaure ingår i det delavrinningsområde (761364-168376) som SMHI kallar för Utloppet av Sinukjaure. Medelhöjden är 651 meter över havet och ytan är 11,89 kvadratkilometer. Det finns inga avrinningsområden uppströms utan avrinningsområdet är högsta punkten. Sinukjåkkå som avvattnar avrinningsområdet har biflödesordning 3, vilket innebär att vattnet flödar genom totalt 3 vattendrag innan det når havet efter 495 kilometer. Avrinningsområdet består mestadels av kalfjäll (79 procent). Avrinningsområdet har 2,42 kvadratkilometer vattenytor vilket ger det en sjöprocent på 20,3 procent.